# Филип Ларкин
Филип Артур Ларкин CH CBE FRSL (9. август 1922 – 2. децембар 1985) је био енглески песник, романописац и библиотекар.  Његова прва књига поезије, Северни брод (The North Ship), објављена је 1945. године, затим два романа, Џил (Jill) (1946) и Девојка у зими (A Girl in Winter) (1947), а запажен је 1955. објављивањем своје друге збирке песама, Мање преварени (The Less Deceived), праћени каснијим збиркама Венчања на Духове (The Whitsun Weddings) (1964) и Високи прозори (High Windows) (1974). Допринео је листу Дејли Телеграф као његов џез критичар од 1961. до 1971, чланци сакупљени у часопису All What Jazz: A Record Diary1961–71 (1985) и уредио је антологију поезије The Oxford Book of Twentieth Century English Verse (1973). Међу његове бројне почасти убраја се и Краљичина златна медаља за поезију. Њему је понуђено, али је одбио, место Песничког лауреата 1984. године, након смрти сер Џона Бетџемана.
Након дипломирања на Оксфордском универзитету 1943. године са првим нивоом на студијама енглеског језика и књижевности, Ларкин је постао библиотекар. Током тридесет година колико је радио као универзитетски библиотекар у библиотеци Бринмор Џонс на Универзитету Хал, створио је већи део својих објављених радова. Сам Ларкин је рекао да је лишавање за њега „оно што су нарциси били за Вордсворта“. Под утицајем В.Х. Одена, В.Б. Јејтса и Томаса Хардија, његове песме су високо структуриране, али са флексибилним формама стихова. Џин Хартли, бивша супруга Ларкиновог издавача Џорџа Хартлија (Марвел Прес), описала их је као „пикантну мешавину лирике и незадовољства“, мада антологичар Кит Тума пише да има више у Ларкиновом делу него што његова репутација грозног песимизма указује.
Ларкинова јавна личност била је особа усамљеног Енглеза који није волео славу и није имао стрпљења за замке јавног књижевног живота. Лиза Џардин назвала га је "случајним, уобичајеним расистом и лаким мизогином", али академик Џон Озборн је 2008. тврдио да су "најгоре што је неко открио о Ларкину нека језива писма и укус за порнографију мекши од онога што пролази као уобичајена забава". Упркос контроверзама, Ларкин је 2003. године, скоро две деценије након смрти, изабран у анкети Друштва песничких књига, као најомиљенији британски песник у претходних 50 година, а 2008. Тајмс га је прогласио највећим британским послератним писцем.
1973. рецензент Coventry Telegraph-а назвао је Ларкина „бардом Ковентрија“ али 2010. године, 25 година након његове смрти, Ларкинов усвојени родни град, Кингстон на Халу, био је тај који га је обележио фестивалом Ларкин 25 који је кулминирао откривањем статуе Ларкина од стране Мартина Џенингса 2. децембра 2010. године, на 25. годишњицу његове смрти.
Дана 2. децембра 2016. године, на 31. годишњицу његове смрти, у Поетском кутку у Вестминстерској опатији откривен је подни Ларкинов спомен-камен.

## Живот

### Младост и образовање
Филип Ларкин је рођен 9. августа 1922. године у Радфорду, Ковентри, као једини син и млађе дете Сиднија Ларкина (1884—1948) и његове супруге Еве Емили (1886—1977). 
Породица Ларкин живела је у подручју Радфорд, у Ковентрију, све до Ларкинове пете године, пре него што се преселила у велику троспратну кућу средње класе у близини железничке станице Ковентри и школе. Преживевши бомбашке нападе у Другом светском рату, та њихова бивша кућа срушена је шездесетих година 20. века како би се уступио место програму модернизације путева, изградњом унутрашњег прстена. Његова сестра Кетрин била је 10 година старија од њега. Његов отац био је јединствена особа, „нихилистички разочаран у средњи век“, који је љубав према литератури комбиновао са ентузијазмом за нацизам и присуствовао је на два митинга у Нирнбергу средином '30-их. Упознао је свог сина са делима Езре Паунда, Т.С. Елиота, Џејмса Џојса и пре свега Д.Х. Лоренса. Његова мајка је била нервозна и пасивна жена, којом је доминирао њен супруг.
Ларкиново рано детињство у неким је аспектима било необично: мајка и сестра су га школовали код куће до осме године, ни пријатељи ни рођаци никада нису посећивали породичну кућу и муцао је. Ипак, када је пошао у школу, одмах се уклопио и створио блиска дугогодишња пријатељства. Иако је кућни живот био релативно хладан, Ларкин је уживао подршку родитеља. На пример, његова дубока страст за џезом подржана је куповином бубњарског комплета и саксофона, уз претплату на часопис DownBeat. Из основне школе прешао је у вишу школу, где је прошао прилично лоше. Упркос његовим резултатима, било му је дозвољено да остане у школи; положио је пријемне испите за колеџ Св. Џон, Оксфорд.
Ларкин је започео студије на Оксфордском универзитету у октобру 1940, годину дана након избијања Другог светског рата. Старе традиције вишег сталежа универзитетског живота су избледеле и већина студената је студирала на веома крњем степену. Због слабог вида, Ларкин није прошао на војном лекарском прегледу и могао је да студира уобичајене три године. Упознао је Кингслија Ејмиса, који је подстицао његов укус за подсмех и непоштовање и који му је остао близак пријатељ током целог живота. Ејмис, Ларкин и други универзитетски пријатељи основали су групу коју су назвали „Седморка“, састајући се како би разговарали о поезији једни других, слушали џез и одушевљено пили. У то време имао је прву стварну социјалну интеракцију са супротним полом, али није постигао романтичан напредак. 1943. полагао је завршни испит и био је веома изненађен добијањем прворазредне почасне дипломе.

### Рана каријера и везе
1943. Ларкин је постављен за библиотекара јавне библиотеке у Велингтону, Шропшир. Током рада тамо је почетком 1944. упознао своју прву девојку Рут Боуман, која је 1945. године наставила да студира на Кингс колеџу у Лондону. До јуна 1946, Ларкин се донекле квалификовао за чланство у Библиотекарском удружењу и именован је за помоћника библиотекара на Универзитетском колеџу у Лестеру. Шест недеља након очеве смрти од рака у марту 1948, Ларкин је запросио Рут, а тог лета пар је провео годишњи одмор на турнеји по држави Томаса Хардија (Весекс).
У јуну 1950. Ларкин је постављен за под-библиотекара на Краљичином Универзитету Белфаст. Пре његовог одласка он и Рут су се разишли. Провео је пет година у Белфасту, што је изгледа било најсрећније доба у његовом животу. 
1955. Ларкин је постао универзитетски библиотекар на Универзитету Хал, а ту функцију је обављао до своје смрти. У послератним годинама, Универзитет Хал претрпео је значајну експанзију, што је било типично за британске универзитете у том периоду. Када је Ларкин тамо заузео своје место, планови за нову универзитетску библиотеку већ су били узнапредовали. Уложио је велики напор за само неколико месеци да се упозна са њима пре него што су постављени пред универзитетски комитет; предложио је бројне измене, неке главне и структурне, које су све усвојене. Изграђена је у две етапе, а 1967. године названа је библиотеком Бринмор Џонс по Сер Бринмор Џонсу, универзитетском проректору.
Један од Ларкинових колега у Халу рекао је да је он постао велика фигура у послератном британском библиотекарству. Десет година након завршетка нове библиотеке, Ларкин је компјутеризовао евиденцију за целокупан библиотечки фонд, што је постала прва библиотека у Европи која је инсталирала Geac систем, аутоматизовани систем мрежне циркулације. Ричард Гудман је написао да се Ларкин истакао као администратор, човек комитета и арбитар. „Поштено се односио према свом особљу и мотивисао их је“, рекао је Гудман. „То је чинио са комбинацијом ефикасности, високих стандарда, хумора и саосећања.“ Током његових 30 година, фонд библиотеке се удвостручио, а буџет се проширио са 4.500 на 448.500 фунти, реално повећавајући се дванаест пута.

### Каснији живот
1968. године Ларкину је понуђен ОБЕ (Орден британског царства), који је одбио. Касније у животу прихватио је понуду да буде Почасни пратилац.
Убрзо по завршетку друге и веће фазе изградње библиотеке 1969. године, успео је да преусмери своју енергију. У октобру 1970. започео је рад на састављању нове антологије поезије, The Oxford Book of Twentieth Century English Verse (1973). Харди је био песник који је био најиздашније заступљен. Било је двадесет и седам Хардијевих песама, у поређењу са само девет Т.С. Елиота (међутим, Елиот је најпознатији по дугим песмама); остали песници са највише заступљености били су В.Б. Јејтс, В.Х. Оден и Радјард Киплинг. Ларкин је укључио шест својих песама - исти број као и за Руперта Брука. У процесу састављања свеске био је разочаран што није пронашао још боље песме као доказ да је гламур око модерниста угушио глас традиционалиста.
У периоду од 1973. до 1974. Ларкин је постао почасни стипендиста колеџа Ст. Џонс, Оксфорд, а почасни степени су му доделили универзитети Ворвик, Ст. Ендрус и Сасекс. У јануару 1974, Универзитет Хал обавестио је Ларкина да ће продати зграду у парку Пирсон у којој је живео. Убрзо након тога купио је двоспратну кућу из 1950-их у Њуланд Парку.
У децембру 2010. године, у оквиру обележавања 25. годишњице Ларкинове смрти, BBC је емитовао програм под називом Филип Ларкин и Трећа жена фокусирајући се на његову везу са секретарицом Бети Макерет у коме је први пут говорила о њиховој вези. Програм је обухватио и читање новооткривене тајне песме, Драги Џејк, и открио да је Макерет била једна од инспирација за његова писања.

### Последње године и смрт
1982. Ларкин је напунио шездесет. Ово је најзначајније обележила збирка есеја под насловом Ларкин у шездесетим, коју је уредио Антони Твејт, а објавили су је Фабер и Фабер. Ту су била и два телевизијска програма: епизода емисије The South Bank Show коју је представио Мелвин Брег, и полусатни специјал на BBC који је осмислио и представио министар за рад Рој Хатерсли.
1985. године Ларкин је почео да пати од рака једњака. 11. јуна 1985. оперисан је, али је утврђено да се његов рак проширио. Умро је 2. децембра 1985. године, у 63. години, и сахрањен је на општинском гробљу Котингам у близини Хала. Ларкин је на самрти затражио да се његови дневници униште.

### Постхумна репутација
Ларкинова постхумна репутација била је дубоко погођена објављивањем 1992. године његових писама у издању Ентони Твејта, а следеће године и његовом званичном биографијом Филип Ларкин: Живот писца Ендруа Моушна. Они су открили његову опсесију порнографијом, његов расизам, све већи прелазак у политичку десницу.
Упркос контроверзама око његовог личног живота и мишљења, Ларкин остаје један од најпопуларнијих британских песника. 2003. године, готово две деценије након његове смрти, Ларкин је изабран за „најомиљенијег песника нације“ у истраживању Poetry Book Society, а 2008. године The Times је Ларкина именовао за највећег британског послератног писца. Три његове песме, "This Be The Verse", "The Whitsun Weddings" и "An Arundel Tomb", уврштене су у Топ 100 песама нације, за које су гласали гледаоци ВВС-јеве Bookworm 1995. године. Интересовање медија за Ларкина порасло је у двадесет првом веку.

### Друштво Филип Ларкин
Друштво Филип Ларкин је добротворна организација посвећена очувању сећања и дела Филипа Ларкина. Формирано је 1995. године на десету годишњицу Ларкинове смрти, и стекло је добротворни статус у Уједињеном Краљевству 2000. године. Антони Твејт, један од Ларкинових књижевних извршитеља, постао је први председник друштва.
Друштво врши разне активности, попут предавања. Било је домаћин уметничког фестивала Ларкин 25 од јуна до децембра 2010. године у знак сећања на 25. годишњицу Ларкинове смрти.

## Споменици
Споменици Ларкину у Кингстону на Халу, где је радио и написао већи део своје поезије, су Ларкинова зграда на Универзитету Хал у којој су смештене наставне просторије и предаваонице и Филип Ларкинов центар за поезију и креативно писање који је домаћин редовног програма књижевних дела. догађаја.

Од 5. јула до 1. октобра 2017. године, у оквиру прославе Хал Град културе УК 2017, библиотека Бринмор Џонс на Универзитету Хал поставила је изложбу под називом „Ларкин: Нове очи сваке године“. На изложби су представљени предмети из Ларкиновог живота, као и његова лична колекција књига из његовог последњег дома у Њуленд Парку, у оригиналном редоследу како их је Ларкин сврстао.
- Скулптура Ларкина као крастаче, приказана током фестивала Ларкин 25 2010. године, Кингстон на Халу
- Бронзана статуа Ларкина, скулптора Мартина Џенингса
- Плава плакета на Краљичином Универзитету Белфаст
- Ларкинов надгробни споменик на општинском гробљу Котингам

### Поезија
- The North Ship. The Fortune Press. 1945. ISBN 978-0-571-10503-8.
- XX Poems. Privately Printed. 1951.
- The Less Deceived. The Marvell Press. 1955. ISBN 978-0-900533-06-8.
  - "Church Going"
  - "Toads"
  - "Maiden Name"
  - "Born Yesterday" (written for the birth of Sally Amis)
  - "Lines on a Young Lady's Autograph Album"
- The Whitsun Weddings. Faber and Faber. 1964. ISBN 978-0-571-09710-4.
  - "The Whitsun Weddings"
  - "An Arundel Tomb"
  - "A Study of Reading Habits"
  - "Home is So Sad"
  - "Mr Bleaney"
- High Windows. Faber and Faber. 1974. ISBN 978-0-571-11451-1.
  - "This Be The Verse"
  - "Annus Mirabilis"
  - "The Explosion"
  - "The Building"
  - "High Windows"
- Thwaite, Anthony, ур. (1988). Collected Poems – 1988 edition (Philip Larkin). Faber and Faber. ISBN 0-571-15386-0. Текст „Collected Poems” игнорисан (помоћ)
  - "Aubade" (first published 1977)
  - "Party Politics" (last published poem)
  - "The Dance" (unfinished & unpublished)
  - "Love Again" (unpublished)
- Thwaite, Anthony, ур. (2003). Collected Poems – 2003 edition (Philip Larkin). Faber and Faber. ISBN 978-0-571-21654-3. Текст „Collected Poems” игнорисан (помоћ)
  - The North Ship
  - The Less Deceived
  - The Whitsun Weddings
  - High Windows
  - Two appendices of all other published poems, including XX Poems
- Burnett, Archie, ур. (2012). The Complete Poems. ISBN 978-0-571-24006-7.. Faber and Faber.

### Фикција
- Jill. The Fortune Press. 1946. ISBN 978-0-571-22582-8.
- A Girl in Winter. Faber and Faber. 1947. ISBN 978-0-571-22581-1.
- James Booth, ур. (2002). "Trouble at Willow Gables" and Other Fiction 1943–1953. Faber and Faber. ISBN 0-571-20347-7.

### Не-фикција
- All What Jazz: A Record Diary 1961–1971. Faber and Faber. 1985. ISBN 978-0-571-13476-2.
- Required Writing: Miscellaneous Pieces 1955–1982. Faber and Faber. 1983. ISBN 978-0-571-13120-4.
- Further Requirements: Interviews, Broadcasts, Statements and Book Reviews 1952–1985. Faber and Faber. 2001. ISBN 978-0-571-21614-7.
- Larkin, Philip (1979). „The Brynmor Jones Library 1929–1979”.  Ур.: Brennan, Maeve. 'A Lifted Study-Storehouse': The Brynmor Jones Library 1929–1979, updated to 1985. Hull University Press (објављено 1987). ISBN 0-85958-561-1.
- Larkin, Philip, ур. (1973). The Oxford Book of Twentieth Century English Verse. Oxford University Press. ISBN 978-0-19-812137-4.
- Thwaite, Anthony, ур. (1992). Selected Letters of Philip Larkin, 1940–1985. Faber and Faber. ISBN 0-571-17048-X.
- Thwaite, Anthony, ур. (2010). Letters to Monica. Faber and Faber. ISBN 978-0-571-23909-2.

### Audio and television
- Courtenay, Tom (author and reader) (21. 4. 2005). Pretending to be Me: Philip Larkin, a Portrait (Audio CD). Time Warner AudioBooks. ISBN 1-4055-0082-4.
- Philip Larkin, John Betjeman, Patrick Garland (director) (12. 12. 1964). „Down Cemetery Road”. Monitor. Епизода 140. Hull, England. BBC. BBC One.
- Harrald, Chris. „Mr Larkin's Awkward Day”. Архивирано из оригинала 28. 06. 2008. г. Приступљено 17. 12. 2020., BBC Radio 4, 29 April 2008. Repeated BBC Radio 4, 25 January 2010.
- Weeks, John (sound engineer) (22. 1. 2009). The Sunday Sessions: Philip Larkin reading his poetry (Audio CD). Faber and Faber. ISBN 978-0-571-24404-1. Архивирано из оригинала 17. 12. 2010. г. Приступљено 21. 9. 2011.